# Quincy (Illinois)
Quincy  è una città degli Stati Uniti d'America capoluogo della Contea di Adams nello Stato del Illinois.
È posta lungo le sponde del fiume Mississippi. Al censimento del 2000 possedeva una popolazione di 40.336 abitanti, 40.633 nel 2010.

## Storia
La cittadina, così come la sua contea, furono ribattezzate con i toponimi attuali nel 1825 in omaggio al presidente eletto John Quincy Adams.

## Infrastrutture e trasporti
La città è servita dall'Aeroporto Regionale di Quincy, situato a 20 km ad est.